# Norwich (New York)
Norwich è una città degli Stati Uniti d'America situata nello Stato di New York e in particolare nella contea di Chenango, della quale è il capoluogo.
Ha dato i natali allo psicanalista e psichiatra Harry Sullivan.